# خواجه‌آباد (ازبکستان)
خواجه‌آباد (به ازبکی:Xojaobod، روسی: Ходжаабад) یک شهر در ازبکستان است که در شهرستان خواجه‌آباد  از استان اندیجان واقع شده‌است.  خواجه‌آباد  ۱۷٬۲۰۰ نفر جمعیت دارد.